# 모리리호

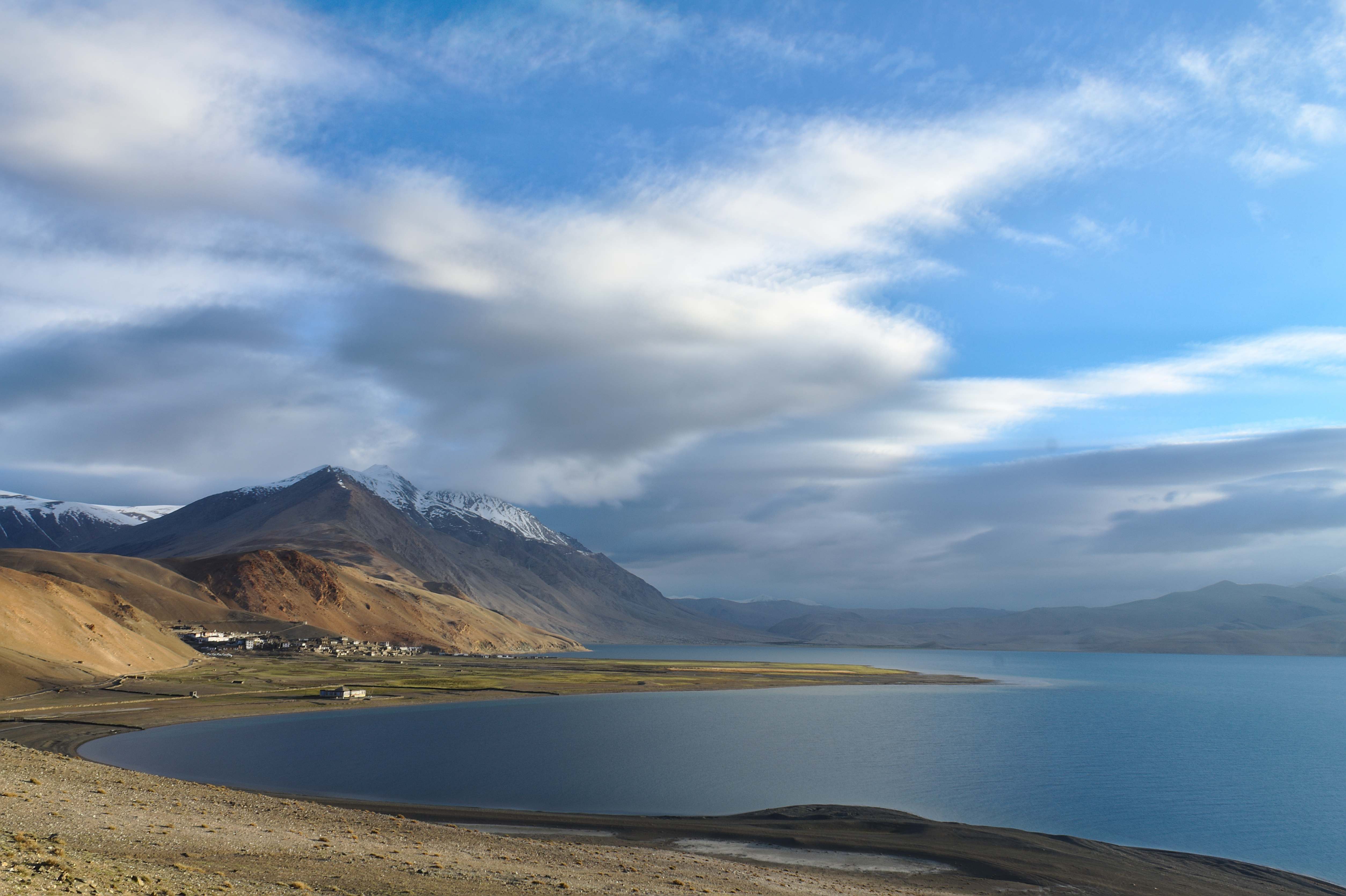
모리리호

모리리호(티베트문: ལྷ་མོའི་བླ་མཚོ, 와일리: lha mo bla mtsho)는 인도령 카슈미르 라다크 남동부에 있는 호수다. 레에서 약 219km 떨어져 있는 모리리호는 모리리호 습지 보호 구역으로 지정되어 있다.
모리리호는 고도 4,522m에 있다. 라다크 최대 호수는 판공호지만 판공호처럼 국경에 걸친 호수가 아니라 전 영역이 라다크 내에 있는 호수들 중에서는 모리리호가 최대 호수다. 남북으로 26km, 동서 폭은 3-5km다. 호수물이 빠져나가는 강은 없고, 호수물은 짠맛이 느껴질 정도는 아니지만 염분이 있다.
호수물은 인근 산들로부터의 샘물과 눈 녹은 물로 이뤄져있다. 호수로 흘러드는 물줄기는 크게 두 곳이 있는데, 하나는 호수 북쪽으로부터, 나머지 하나는 남서쪽으로부터 호수물이 흐른다. 과거에는 호수물이 남쪽으로 유출됐었으나 현재는 막혔고 이에 따라 모리리호는 내륙호가 됐다. 모리리호는 자연적으로 영양이 없고 호수물은 알칼리성이다.
모리리호 북서쪽에 있는 마을 카르족과 동쪽에 있는 군사 시설에는 사람이 상주하지만 여름철을 제외한 시기에는 모리리호에 접근하기 어렵다.
모리리호는 람사르 습지다.